# Kaguruka (vattendrag)
Kaguruka är ett vattendrag i Burundi.   Det ligger i provinsen Kirundo, i den norra delen av landet, 110 kilometer nordost om huvudstaden Bujumbura.
Omgivningarna runt Kaguruka är en mosaik av jordbruksmark och naturlig växtlighet. Runt Kaguruka är det tätbefolkat, med 659 invånare per kvadratkilometer.